# 少鳞裂腹鱼
少鳞裂腹鱼（学名：Schizothorax oligolepis）为輻鰭魚綱鯉形目鲤科裂腹鱼属的鱼类，俗名冷水花。在中国，分布于大盈江、属伊洛瓦底江水系等。该物种的模式产地在盈江县铜壁关。體長可達19.9公分。

## 扩展阅读
維基物種上的相關：少鳞裂腹鱼